# Drepanogynis
Drepanogynis là một chi bướm đêm thuộc họ Geometridae. Chi này có khoảng 150 loài.

## Các loài
- Drepanogynis cervina (Warren, 1894)
- Drepanogynis incogitata Prout, 1915
- Drepanogynis mixtaria Guenée, 1857